# Cecilia Lugo
Cecilia Lugo (Tampico, Tamaulipas, 22 de noviembre de 1955) es directora, académica, gestora, coreógrafa y bailarina de danza contemporánea mexicana. Participó en grupos de danza tales como la Compañía Nacional de Danza del INBA, el Ballet Folclórico de Méxicoy bailarina solista invitada en Ballet Teatro del Espacio.
En 1986 funda la compañía de danza contemporánea independiente Contempodanza. Funda en 2006 el Centro de Formación Profesional para Bailarines en Danza Contemporánea con el propósito de formar bailarines profesionales de danza contemporánea con una preparación sólida en el ámbito técnico e interpretativo, del cual es codirectora. Funda y dirige desde el 2012 Danza Capital, un proyecto académico-profesional perteneciente al Centro Cultural Ollin Yoliztli de la Secretaría de Cultura de la Ciudad de México.
En 2022 es invitada a dirigir el Centro de Producción de Danza Contemporánea CEPRODAC del INBAL.
En 2023 es invitada a asesorar el proyecto Joven Danza de Reynosa, Tamaulipas.
Entre sus obras más destacadas se encuentran: En el Umbral, Prólogo de los Vientos, Nicolasa (A Guillermina), Espejo de Linces, Arkanum, Azul, En la piel de mi memoria, Mutare, ítaca El Viaje, El Cielo Oscurece e Hilda 55 (Breve Historia de un Huracán).
Su obra coreográfica se ha presentado en México, Perú, Chile, Argentina, Estados Unidos, Canadá, España, Francia, Alemania y República Checa.

## Trayectoria

### Formación
Egresada de la Academia de la Danza Mexicana del Instituto Nacional de Bellas Artes y Literatura en la especialidad de danza clásica, realizó estudios complementarios en La Habana, Cuba, y en Nueva York, Estados Unidos en David Howard Studio y Joffrey Ballet School. Estudió en el CESUCO (Centro Superior de Coreografía) del Instituto Nacional de Bellas Artes y Literatura, cursó la Licenciatura en Estudios Latinoamericanos en la UNAM y la Licenciatura en Artes Escénicas en la Universidad de Guadalajara.
La formación artística de Cecilia Lugo no solo está relacionada con la danza, a lo largo de su carrera artística ha tomado gran cantidad de cursos de especialización y talleres intensivos de danza, narrativa, literatura, teatro y poesía, dentro de los que destacan por la aportación sustantiva a su trabajo teórico del quehacer escénico el seminario de La Poética en la Puesta en Escena y el diplomado Pedagogía de la Actuación impartido por Luis de Tavira.
A partir de su experiencia artística y de su trabajo de investigación y reflexión constante entre teoría y práctica, ha elaborado una Metodología de la Enseñanza de la Composición Coreográfica con una base teórica sustancial para el estudio y reflexión del arte escénico, enfatizando su trabajo en la dramaturgia para danza. 
En el 2001 presentó una ponencia titulada En el Umbral de lo Sagrado en el coloquio La Dramaturgia en la Danza.  A su vez, ha presentando diferentes ponencias en la República Mexicana, Estados Unidos y Argentina. 

### Práctica profesional
Ha formado parte de compañías importantes de danza en México: Ballet Folklórico de Amalia Hernández (1973-1974), Compañía Nacional de Danza Clásica (1975-1980) y Ballet Teatro del Espacio (como bailarina solista invitada para la temporada de Bellas Artes en 1978).
Su obra coreográfica se ha montado en Contempodanza, Danza Capital, el Taller Coreográfico de la UNAM, Grupo representativo de la Universidad en Fort Worth, Texas, Joven Danza de Reynosa, Ballet Folklórico de la Universidad de Colima.
Es fundadora de Contempodanza de la cual es directora, coreógrafa, maestra y gestora desde 1986 y hasta noviembre de 2022 que la compañía hace una pausa; fundadora, directora y coreógrafa de Danza Capital, perteneciente al Centro Cultural Ollin Yoliztli de la Secretaría de Cultura de la Ciudad de México, desde el año 2012 y hasta 2022, (actualmente es asesora artística de este proyecto), y fundadora y directora académica del centro profesional para bailarines en danza contemporánea, Contempodanza Espacio en Movimiento A.C, desde 2006 y hasta diciembre de 2023, fecha en que este proyecto inicia una pausa.
En 2022 es invitada a asumir la Dirección Artística el Centro de Producción de Danza Contemporánea CEPRODAC del INBAL, cargo que desempeña hasta la fecha.
En 2023 es invitada a asesorar el proyecto “Joven Danza de Reynosa” Reynosa Tamaulipas.
En 2023 publica su libro “En el Umbral de lo sagrado” Reflexiones teóricas de la danza a partir de la práctica escénica, INBAL.

### Directora y coreógrafa de Contempodanza
Por más de 36 años ininterrumpidos, ha creado más de 60 obras coreográficas de pequeño, mediano y gran formato. Ha trabajado con artistas de primer nivel artístico, dentro de los que destacan: Lila Downs, Eugenio Toussaint, Jaramar, Joaquín López Chas, Damián Alcázar, Eduardo Soto Millán, Jarmila Dostálova, Xóchitl González, Oscar Oliva, Alberto Castro Leñero, Evaristo Aguilar, etc.
Dando entre 50 y 70 funciones anuales, su trabajo se ha presentado en diferentes teatros importantes de la Ciudad de México y de la provincia mexicana. En el extranjero, destacan sus funciones en Berlín y Ludwigshafen en Alemania, Vancouver y Toronto en Canadá, Nueva York, Portland, Miami, Los Ángeles y San Francisco en Estados Unidos, París y Besanzón en Francia, Buenos Aires en Argentina, Barcelona, Badajoz, León y Sardañola del Vallés en España, Trujillo en Perú, Viña del Mar y Santiago de Chile en Chile y Praga en la República Checa.

### Docencia
Ha realizado los planes de estudio para los últimos semestres de la Licenciatura de Coreografía en el Centro Nacional de las Artes, para la Maestría en Educación Artística con especialidad en Danza en la Universidad Pedagógica Nacional y para la carrera de bailarines en danza contemporánea del centro profesional de danza, Contempodanza Espacio en Movimiento A.C.
Ha sido docente en la Licenciatura de Coreografía en el Centro Nacional de las Artes (1995-2000), en la Maestría en Educación Artística con especialidad en Danza en la Universidad Pedagógica Nacional y en el centro profesional de danza Contempodanza Espacio en Movimiento A.C desde el 2006 hasta la fecha.
Ha dado cursos, talleres y ponencias en todo el país, así como en la Universidad de Oregón, Universidad de Dallas y el IUNA (Instituto Universitario Nacional de Arte) en Buenos Aires, Argentina.
A partir de su experiencia artística y de su trabajo de reflexión entre teoría y práctica, ha elaborado una Metodología de la Enseñanza de la Composición Coreográfica con una base teórica para el estudio y reflexión del arte escénico, enfatizando su trabajo en la dramaturgia para danza.

### Becas y apoyos institucionales
- En 6 ocasiones ha sido miembro del Sistema Nacional de Creadores Artísticos del FONCA: 1993-1996, 1997-2000, 2003-2006, 2010-2013, 2014-2016, 2018-2020.
- Contempodanza recibe el apoyo más importante otorgado a grupos artísticos en México: México en Escena CONACULTA-FONCA en su primera, segunda, tercera, cuarta, quinta y octava emisión: 2004-2006, 2007-2009, 2009-2011, 2011-2013, 2013-2016, 2018-2021.

## Premios y reconocimientos

### Premios Nacionales e Internacionales
- 2019 Recibe la Medalla Oc´Ohtic como reconocimiento a su trabajo creativo dentro del marco del XXV Festival Nacional e Internacional de Danza Contemporánea en Mérida, Yucatán.[1]
- 2017 Reconocida del PECDA como Creadora Emérita por el estado de Tamaulipas.[2]

Contempodanza Escuela gana en 2 ocasiones el GRAND PRIX en el Concurso de Escuelas que lleva a cabo del New Prague Dance Festival en 2008 y 2014, Praga, República Checa.
- 2011 Premio Nacional de Danza José Limón por su aportación a la creación coreográfica en México.[3]
- 2008 Premio Guillermina Bravo por trayectoria profesional.
- 2008 Medalla Bellas Artes al Mérito Artístico.[4]
- 1986 Premio Nacional de Coreografía del Instituto Nacional de Bellas Artes y Literatura por la obra coreográfica “En memoria de un Soliloquio (a Cynthia)".[5]
- 1982, 1983, 1987 Finalista en tres ocasiones del Premio Nacional de Danza INBA-UAM.[6]

### Reconocimientos
- En febrero del 2016, la Secretaría de Cultura de la Ciudad de México e rinde reconocimiento por su XXX aniversario de Contempodanza. Se devela placa conmemorativa en el Teatro de la Ciudad Esperanza Iris.[7]
- 2015,2008,2007,2006 y 2005. Contempodanza ha sido nominada en cinco ocasiones a las Lunas de Auditorio como el mejor espectáculo de danza contemporánea del año.
- En julio del 2011, el Instituto Nacional de Bellas Artes y Literatura y CONACULTA le rinden un homenaje develando la placa conmemorativa por el XXV aniversario de Contempodanza en el Palacio de Bellas Artes.[8]
- En julio del 2006, el director del Instituto Nacional de Bellas Artes y Literatura le ofrece un reconocimiento público en el Palacio de Bellas Artes por su trayectoria al frente de Contempodanza en su XX aniversario.[9]

## Obras
Algunas de sus creaciones son:
- En el Umbral (1989)
- Prólogo de los Vientos (1993)
- Nicolasa (A Guillermina) (1996)
- Espejo de Linces (2000)
- Arkanum (2007)
- Azul (2012)
- En la piel de mi memoria (2014)
- Mutare (2017)
- ítaca, El Viaje (2018)
- El Cielo Oscurece (2019)
- Hilda 55. Breve Historia de un Huracán (2019)